# Гурт Останні Романтики
Гурт Останні Романтики — український гурт, заснований в Берліні у 2017 р. Виконує власні пісні романтичної тематики у стилі софт-рок.

## Учасники
- Музика, слова, вокал: Валентин Данильчук
- Ударні: Romain Pelisse
- Гітари: Артур Георгадзе, Юрій Веремеєнко
- Кліпи: DJ Alekna

## Історія
Перша пісня гурту була випущена на їхньому YouTube — каналі 23 січня 2018 року. Була присвячена дружині Юлі, отримала назву Решта — пусте [Архівовано 2 квітня 2022 у Wayback Machine.] і набрала 16 тис. переглядів. Всього було випущено 12 пісень. Сама популярна — «Саме таку» (24 тис. переглядів).

## Пісні
- Решта — пусте (2018) [Архівовано 2 квітня 2022 у Wayback Machine.]
- Як птахи (2018) [Архівовано 2 квітня 2022 у Wayback Machine.]
- Решта — пусте (ЕР) (2019) [Архівовано 2 квітня 2022 у Wayback Machine.]
- Саме Таку (2019) [Архівовано 2 квітня 2022 у Wayback Machine.]
- Дзвони, коли що (2020) [Архівовано 2 квітня 2022 у Wayback Machine.]
- Панди (2020) [Архівовано 2 квітня 2022 у Wayback Machine.]
- Решта — пусте (2020) [Архівовано 2 квітня 2022 у Wayback Machine.]
- Дивись у небо (2020) [Архівовано 2 квітня 2022 у Wayback Machine.]
- Приїжджай (2020) [Архівовано 2 квітня 2022 у Wayback Machine.]
- Твої ніжні слова (2021) [Архівовано 2 квітня 2022 у Wayback Machine.]
- Як птахи (2021) [Архівовано 2 квітня 2022 у Wayback Machine.]
- Чекав (2022) [Архівовано 2 квітня 2022 у Wayback Machine.]

1. ↑  Гурт Останні Романтики - пісні, біографія - Українські пісні. www.pisni.org.ua (укр.). Архів оригіналу за 5 березня 2022. Процитовано 2 квітня 2022.
2. ↑  Останні Романтики - YouTube. www.youtube.com. Архів оригіналу за 2 квітня 2022. Процитовано 2 квітня 2022.